# Улгули
Улгули (каз. Үлгілі) — упразднённое село в Чингирлауском районе Западно-Казахстанской области Казахстана. Входит в состав Кызылкульского сельского округа. Код КАТО — 276645302.

## Население
В 1999 году население села составляло 77 человек (36 мужчин и 41 женщина). По данным переписи 2009 года, в селе проживали 22 человека (10 мужчин и 12 женщин).